# Żory
Żory este un municipiu în Polonia.